# Глизе 3656
Глизе 3656 (англ. Gliese 3656) — одиночная звезда в созвездии Большой Медведицы на расстоянии приблизительно 83 световых лет (около 25,4 парсек) от Солнца. Видимая звёздная величина звезды — +9,817m.
Вокруг звезды обращается, как минимум, одна планета.

## Характеристики
Глизе 3656 — красно-оранжевый карлик спектрального класса K6V, или M0. Масса — около 0,65 солнечной, радиус — около 0,692 солнечного, светимость — около 0,141 солнечной. Эффективная температура — около 4191 К.

## Планетная система
В 2022 году группой астрономов проекта SOPHIE было объявлено об открытии планеты HIP 55507 b.
В 2019 году учёными, анализирующими данные проектов HIPPARCOS и Gaia, у звезды обнаружена планета HIP 55507 c.